# Břežany II
Břežany II là một làng thuộc huyện Kolín, vùng Středočeský, Cộng hòa Séc.